# Štědřenec
Štědřenec (Laburnum) je rod rostlin z čeledi bobovité, zahrnující pouze dva druhy. Jsou to keře a stromy s trojčetnými listy a nápadnými převislými květenstvími žlutých květů, pro které si vysloužily jméno zlatý déšť podobně jako keře zlatice. Vyskytují se v jižní části Evropy. Štědřenec odvislý je v České republice poměrně často pěstován jako okrasný keř a místy zplaňuje. Semena štědřenců jsou silně jedovatá a z toho důvodu by měly být štědřence vysazovány s rozmyslem.

## Popis
Štědřence jsou opadavé keře a nevelké stromy dorůstající výšky až 7 metrů, se zelenou kůrou a vzpřímenými nebo převislými větvemi. Listy jsou trojčetné, dlouze řapíkaté, bez palistů, s téměř přisedlými oválnými lístky. Květy jsou zlatožluté, motýlovité, v bohatých převislých hroznech. Kalich je zvonkovitý, slabě dvoupyský, s horním pyskem zakončeným 2 zuby a dolním trojzubým. Pavéza je okrouhlá až široce vejčitá, na vrcholu vykrojená. Křídla jsou obvejčitá, delší než člunek. Člunek je velmi krátký, zahnutý. Tyčinek je 10 a jsou jednobratré. Semeník je stopkatý, s mnoha vajíčky a zakřivenou čnělkou nesoucí vrcholovou bliznu. Lusky jsou podlouhlé, zploštělé, dlouze stopkaté, na švech ztlustlé až úzce křídlaté a mezi semeny slabě zaškrcované. Obsahují několik ledvinovitých semen.

## Rozšíření
Rod štědřenec zahrnuje pouze 2 druhy a je to výhradně evropský rod. Štědřenec odvislý (Laburnum anagyroides) se přirozeně vyskytuje v jižní části Evropy od Francie přes jižní úbočí Alp a severní část Apenin až po Balkánský poloostrov. Štědřenec alpský (L. alpinum) je rozšířen v jižní části Alp, severních Apeninách a horách v západní části Balkánského poloostrova. V ČR není ani jeden druh původní, v teplejších oblastech však nezřídka zplaňuje pěstovaný štědřenec odvislý. Na Slovensku se vyskytuje štědřenec alpský v Malých Karpatech a ve Slovenském krasu, původnost je však sporná. V Alpách vystupují oba druhy štědřence pouze do montánního stupně.

## Obsahové látky a toxicita
Štědřence obsahují (zejména v semenech) silně jedovatý chinolizidinový alkaloid cytisin (laburnin), dále laburnamin a derivát stilbenu hydroxyresveratol. Semena štědřence odvislého obsahují asi 1,5 až 3% cytisinu, sušené listy asi 0,3%, květy 0,2%. Otravy se projevují dlouhotrvajícím zvracením, zemdlelostí, později i průjmem. Při velké dávce může smrt nastat již do hodiny. Otravy se nejčastěji objevují po požití semen nebo nápadných květů. Uvádí se, že k otravě u dětí postačí 2 semena nebo 5 květů. Zvířata s výjimkou koní se štědřenci vyhýbají. U masožravců spouští požití štědřence ihned silné zvracení, které odstraní většinu jedu ze žaludku.

## Zástupci
- štědřenec alpský (Laburnum alpinum)
- štědřenec odvislý (Laburnum anagyroides)
- štědřenec Watererův (Laburnum x watereri)

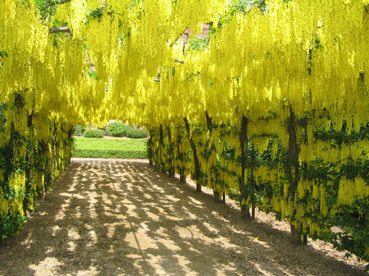
Štědřenec Watererův (Laburnum x watereri) 'Vossii' na pergole

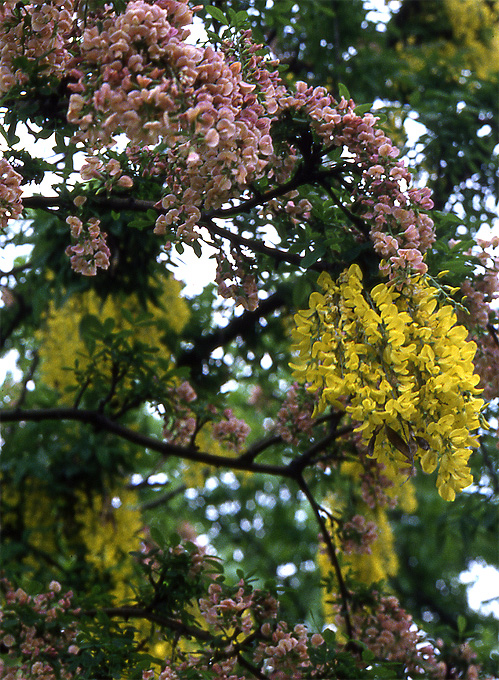
Kvetoucí chiméra štědřencovec Adamův (+Laburnocytisus adamii)

## Význam
Štědřenec odvislý neboli zlatý déšť je v České republice poměrně často pěstován jako okrasná dřevina. Vzácněji je pěstován štědřenec alpský a kříženec obou druhů štědřenec Watererův (Laburnum x watereri). Za jeden z nejkrásnějších kultivarů štědřence lze považovat Laburnum x watereri 'Vossii', vyznačující se velmi bohatým kvetením a až 50 cm dlouhými hrozny květů. V roce 1825 byla ve Francii vypěstována naroubováním čilimníku nachového (Chamaecytisus purpureus) na štědřenec odvislý zajímavá chiméra s různobarevnými květenstvími, nazvaná štědřencovec Adamův (+Laburnocytisus adamii).
Dřevo štědřence odvislého je velmi dekorativní a navíc je tvrdé, pevné, pružné a dobře opracovatelné. Je to jedno z nejtěžších a nejtvrdších evropských dřev. Běl je žlutohnědá, jádrové dřevo tmavě hnědé. Dřevo je vhodné např. na soustružení, násady, díly hudebních nástrojů a intarzie.

## Pěstování
Štědřence prosperují na výsluní až v polostínu. Štědřenec odvislý je vápnomilný, štědřenec alpský naopak vyžaduje kyselou půdu. Nesnášejí hlubší řez. Množí se výsevem semen, která je třeba krátce spařit, letním očkováním na štědřenec odvislý nebo roubováním. Štědřenec Watererův lze množit dřevitými řízky, které se řežou již v první polovině října. Množení je možné i letními řízky. Na podnože štědřence odvislého nebo i alpského lze roubovat i jiné dřeviny, např. hlodáš, jehlici nebo čilimník.